# Gallotia auaritae
El lagarto gigante de La Palma (Gallotia auaritae). Los restos encontrados en la isla de este ejemplar se calculan de hace unos 2.58 millones de años hasta 126000 años. Por lo que el animal ya estaba extinto cuando llegaron los auaritas a la isla. En 2007 surgió una polémica al aparecer unas fotos de un animal supuestamente parecido, pero el cual no fue capturado. Hubo campañas de búsqueda para localizarlo en la zona en la que se realizaron las fotos, pero incluso tras dos años de búsqueda no hubo datos de su existencia en el lugar, por lo que se piensa que la foto realizada fue de un tizón azul con una coloración más atenuada a la que este animal suele presentar.

## Características
El lagarto gigante de La Palma era un saurio de gran tamaño, alcanzando una longitud total de entre 30,1 y 31,2 cm. con formas características de los lacértidos, una familia muy conservativa en ese aspecto. Presentaba la cabeza bien diferenciada del cuerpo, extremidades robustas, cinco dedos en cada extremidad, y la cola bien desarrollada y automatizable.
Las descripciones de lagartos de gran tamaño hechas en la isla de La Palma en la última década hacen referencia a lagartos de gran tamaño, muy oscuros tanto en el dorso, como en el vientre, sin manchas evidentes en los flancos y sin un patrón de bandas longitudinales o transversales evidentes en el dorso.
La forma y disposición de los dientes sugieren que Gallotia auaritae era (o es) una especie con una dieta fuertemente vegetariana. No se dispone información al respecto, aunque estudios basados en técnicas esqueletocronológicas sugieren que eran potencialmente muy longevos y que su madurez sexual era muy tardía.

## Hábitat y distribución
Su hábitat se encontraba hasta los 600 metros sobre el nivel del mar, habita en el litoral en la isla de La Palma en las Islas Canarias, España, entre la vegetación xerófita (típica de regiones secas). Sus restos aparecen a menudo en yacimientos paleontológicos recientes, en tubos volcánicos o asociados a las habitaciones aborígenes y los concheros. Se han detectado restos de esa especie en yacimientos localizados en los Llanos de Aridane, en el Roque de Mazo, en el barranco del Cuervo, en la Puntilla, en los Tilos, en el Tendal, en el Rincón, en Cueva Chica, en Casas del Remo, en las Caletas y en Puntallana.
Su dieta estaba compuesta de vegetación xerófita y de huevos de las aves costeras. Al tratarse de una especie de la que (después de dos años de búsqueda) no se disponen de datos de su existencia, sólo puede describirse con seguridad su morfología esquelética. Las descripciones de su morfología externa deben en cualquier caso ser tomadas con cautelas.

## Estado de conservación
Se consideraba extinta hasta el descubrimiento de varios ejemplares vivos a finales de 2007. Posteriores batidas en su búsqueda no consiguieron encontrar ningún otro ejemplar, por lo que se encuentra en Peligro Crítico (CR) según la UICN, aunque con certeza se encuentre extinto.
Su declive comenzó hace unos 126000 años antes de que los humanos llegaran a la isla de La Palma, y se dieron por extintos al menos hace 500 años. La causa de su declive se desconoce. Aunque se creía extinta existía una pequeña idea de que en algún lugar recóndito e inaccesible podía aún perdurar. Esto mismo ocurrió con otros lagartos gigantes en las islas de El Hierro y La Gomera, (redescubiertos en 1974 y 1999, respectivamente); uno más pequeño, Gallotia intermedia, fue descubierto por primera vez en 1996 en Tenerife.
Este lagarto gigante fue originalmente descrito como la subespecie del Lagarto gigante del Hierro. Más tarde se elevó a especie por Afonso & Mateo, 2003. Especímenes de La Palma se asignaron a G. goliath, ello indica que el tamaño de esta especie ha ido decreciendo en el último milenio, posiblemente por la caza por los humanos de los lagartos mayores.
Desafortunadamente, el material actual de G. auaritae no aporta los suficientes detalles para analizar su estatus filogenético. Probablemente pertenece al clado simonyi como otras especies de Gallotia de las islas occidentales, pero actualmente sí se incluye en G. simonyi se presume que quedará sin verificar.